# Carótida primitiva
As artérias carótidas primitivas ou comuns esquerda e direita são responsáveis por fornecer o sangue a toda a região da cabeça. A artéria carótida primitiva direita origina-se do tronco arterial braquiocefálico, enquanto a carótida primitiva esquerda origina-se directamente do arco aórtico. Cada uma das carótidas primitivas dá origem a uma artéria carótida externa e uma artéria carótida interna.
A artéria carótida comum esquerda pode ser considerada como tendo duas partes: uma parte torácica (peito) e uma parte cervical (pescoço). A artéria carótida comum direita se origina na região do pescoço ou próxima a ela e contém apenas uma pequena porção torácica.

## Bifurcação
Na parte inferior do pescoço, as duas artérias carótidas comuns são separadas uma da outra por um intervalo muito estreito que contém a traqueia; mas na parte superior, a glândula tireoide, a laringe e a faringe separam as duas artérias. Apesar de ambos os ramos viajarem para cima, a artéria carótida interna segue um caminho mais profundo (mais interno), eventualmente adentrando o crânio para fornecer sangue ao cérebro. 

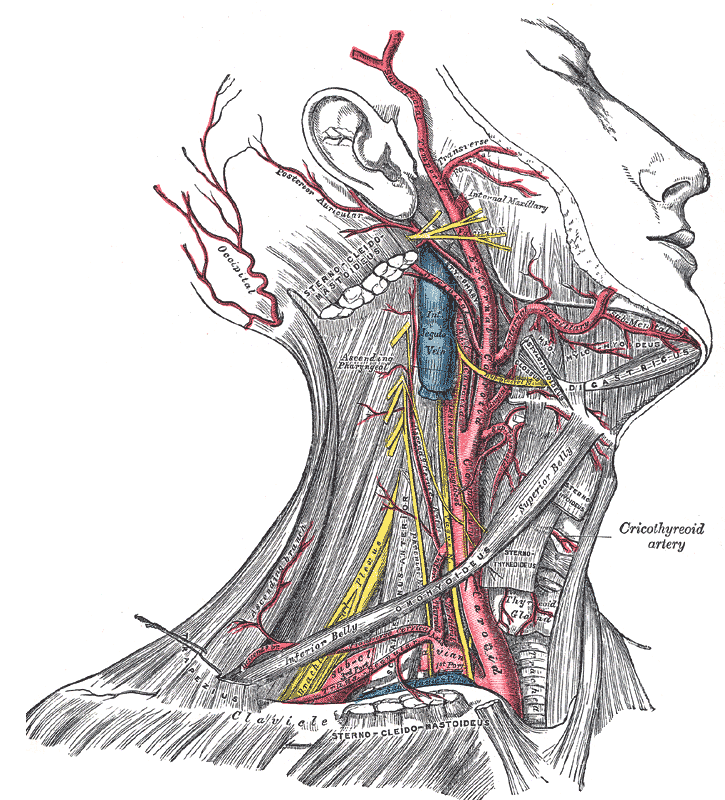
Dissecação superficial do lado direito do pescoço, mostrando as artérias carótida e subclávia.

A artéria carótida externa viaja mais superficialmente e emite numerosos ramos que fornecem sangue ao pescoço e rosto.  
Quando o músculo esternocleidomastoideo é puxado para trás, a artéria é vista contida em um espaço triangular conhecido como triângulo carotídeo. Este espaço é limitado posteriormente pelo esternocleidomastoideo, superiormente pelo estilo-hioideo e o ventre posterior do músculo digástrico, e inferiormente pelo ventre superior do músculo omohioideo. Antes da bifurcação da artéria carótida comum está um corpo oval de cor vermelho-avermelhada conhecido como corpo carotídeo, estrutura que possui quimiorreceptores da respiração e da circulação, além de receber vasta conecção nervosa, sobretudo com o nervo vago.  

## Variações anatômicas
A artéria carótida comum direita pode se elevar acima do nível da borda superior da articulação esternoclavicular; essa variação ocorre em cerca de 12% dos casos. Em outros casos, a artéria do lado direito pode surgir como um ramo separado do arco da aorta, ou em conjunto com a carótida esquerda. A artéria carótida comum esquerda varia mais em sua origem do que a direita. Na maioria dos casos anormais, ela surge com o tronco braquiocefálico; se essa artéria estiver ausente, as duas carótidas geralmente surgem por um único tronco. Raramente ela se une à artéria subclávia esquerda, exceto em casos de transposição do arco aórtico.

Muito raramente, a artéria carótida comum ascende no pescoço sem qualquer subdivisão, sendo tanto a carótida externa quanto a interna ausentes; e em alguns casos a própria artéria carótida comum foi encontrada ausente, as carótidas externa e interna surgindo diretamente do arco da aorta.

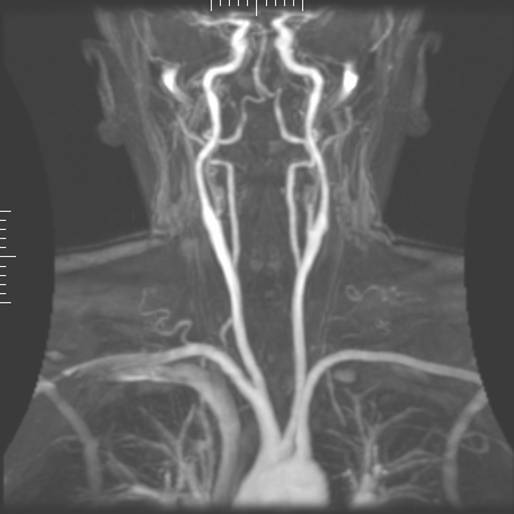
Angiografia por ressonância magnética. Note que as artérias carótidas comuns em branco mais intenso, próximo à margem inferior da imagem.
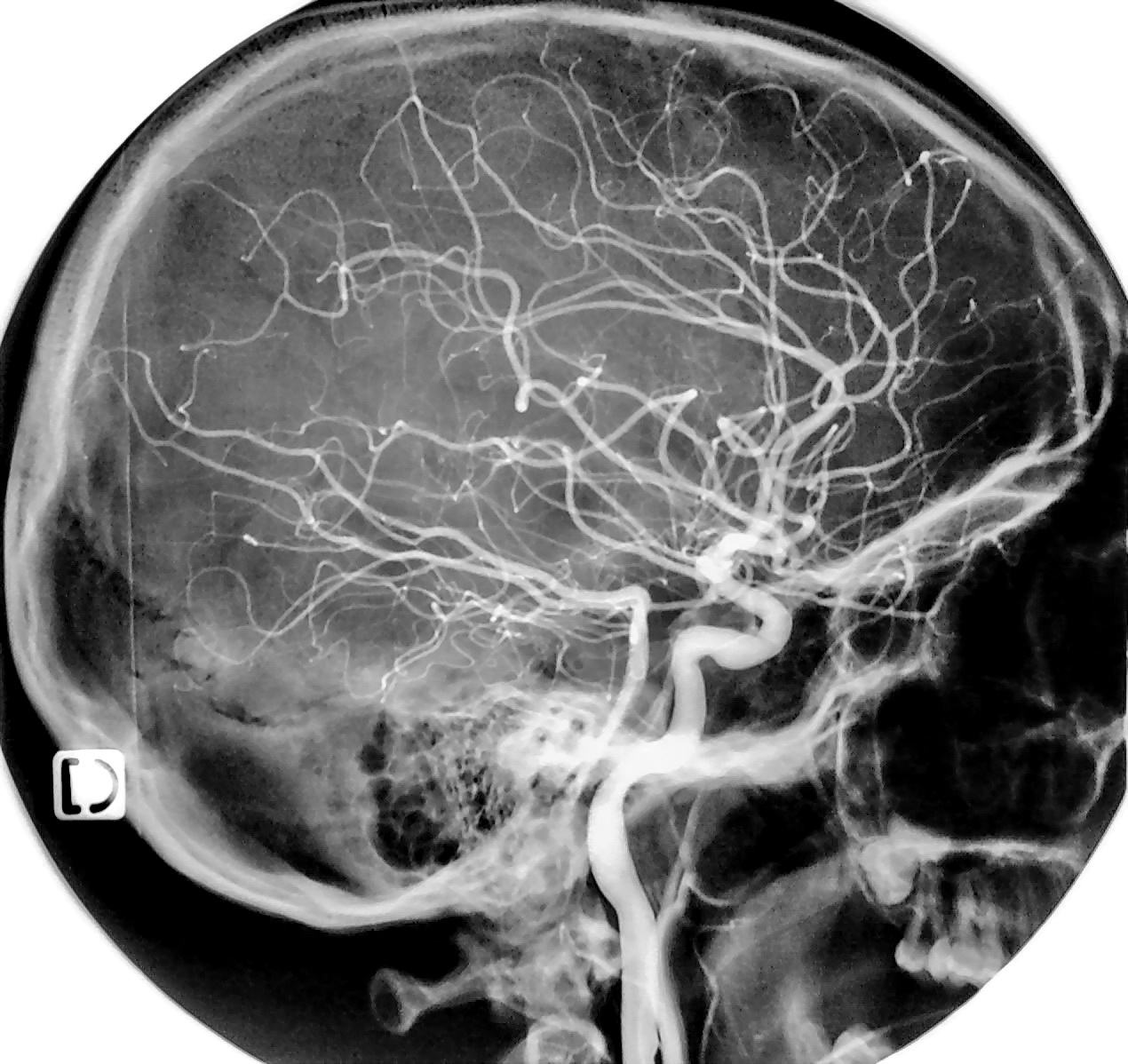
Angiografia de crânio mostra artéria carótida normal